# 帕特南瓦利 (紐約州)
帕特南瓦利（英語：Putnam Valley）是一個位於美國紐約州帕特南縣的鎮。

## 人口
根據2020年美國人口普查的數據，帕特南瓦利的面積為110.80平方千米，當中陸地面積為106.64平方千米，而水域面積為4.16平方千米。當地共有人口11762人，而人口密度為每平方千米106人。